# Ulrich Fahrner
Ulrich Fahrner war ein Schweizer Sportschütze.

## Erfolge
Ulrich Fahrner nahm an den Olympischen Spielen 1920 in Antwerpen in drei Disziplinen teil. Im Dreistellungskampf mit dem Freien Gewehr verpasste er in der Einzelkonkurrenz mit 925 Punkten zwar eine vordere Platzierung, erreichte in der Mannschaftskonkurrenz aber dafür den Bronzerang. Fahrner war dabei mit 925 Punkten der viertbeste Schütze der Schweizer Mannschaft, die neben ihm noch aus Gustave Amoudruz, Bernhard Siegenthaler, Fritz Kuchen und Werner Schneeberger bestand.